# Maxime Brillault
Maxime Brillault était un footballeur français né le 25 avril 1983 à Tours. Il évoluait au poste de défenseur central.

## Biographie
Formé à Rennes, il signe un contrat de stagiaire d'une durée de 3 ans en 2000. Il quitte le club breton en 2002 afin de rejoindre Niort, alors en Ligue 2. Mais on ne lui fait jamais confiance et, après être passé proche de rejoindre Nîmes, il s'engage avec l'US Orléans puis Libourne-Saint-Seurin en 2006. 
Suivi par plusieurs clubs de Ligue 1, dont le Lille OSC, lors du mercato hivernal 2008, il reste finalement en Gironde. Mais la relégation de son club en National le décide à rejoindre la capitale picarde, malgré le fort intérêt de l'Olympique de Marseille et du FC Lorient. 
Pour la saison 2009-2010, il signe un contrat définitif au Royal Charleroi Sporting Club en Division 1 belge tout comme son collègue Sébastien Chabbert, gardien d'Amiens, club qui vient de descendre en National. Écarté du groupe pro en janvier 2011, il s'engage au Vannes OC pour un an et demi. Après avoir soustrait à l'effectif vannetais lors de l'été 2011, il signe un nouveau contrat d'un an avec une clause d'un an supplémentaire si le club breton est promu.
En novembre 2012, il signe en faveur de l'US Orléans.
Stoppeur indiscutable à l'US Boulogne, il est contraint d'arrêter sa carrière en 2018 en raison d'une pathologie rénale découverte en 2017. Il est indemnisé par le cabinet d'assurances de l'UNFP pour la perte de sa licence. La même année, il se reconvertit en conseiller en gestion de patrimoine.
En 2019, il fait partie de l'équipe de France de foot à six, qui dispute la Socca World Cup 2019 en Crète. Au sein de cette sélection, il retrouve Élie Dohin, qui fut son coéquipier à Niort, Orléans et Libourne.

## Carrière
- 2000-2002 : Stade rennais (équipe réserve)
- 2002-2004 : Chamois niortais FC (Ligue 2)
- 2004-2006 : US Orléans (CFA)
- 2006-2008 : FC Libourne-Saint-Seurin (Ligue 2)
- 2008-2009 : Amiens SC (Ligue 2)
- 2009-jan.2011 : Charleroi SC (Division 1 belge)
- jan.2011-2012 : Vannes OC (Ligue 2 puis National)
- nov. 2012-2015 : US Orléans (National puis Ligue 2)
- 2015-2016 : Stade brestois (Ligue 2)[5]
- 2016-2018 : US Boulogne (National)